# Callopistria
Callopistria là một chi bướm đêm thuộc họ Noctuidae.

## Các loài
- Callopistria aetiohiops Butler, 1878
- Callopistria albipunctalis Holloway, 1989
- Callopistria albistriga (Walker, [1863])
- Callopistria albistrigoides Poole, 1989
- Callopistria albolinea (Graeser. 1889)
- Callopistria albomacula Leech, 1900
- Callopistria alfredi Holloway, 1989
- Callopistria altigutta (Holloway, 1989)
- Callopistria apicalis (Walker, 1855)
- Callopistria argyrosticta (Butler, 1881)
- Callopistria batanga (Draudt, 1930)
- Callopistria chloriza (Guenée, 1852)
- Callopistria chlorocroa (Hampson, 1908)
- Callopistria concinna (Prout, 1926)
- Callopistria cordata (Ljungh, 1825)
- Callopistria deflexusa Chang, 1991
- Callopistria delicata Chang, 1991
- Callopistria duplicans Walker, 1858
- Callopistria emiliusalis (Walker, [1859])
- Callopistria exotica (Guenée, 1852)
- Callopistria ferruginea (Hampson, 1908)
- Callopistria fimbripes (Walker, 1858)
- Callopistria flavitincta Galsworthy, 1997
- Callopistria floridensis (Guenée, 1852)
- Callopistria fusimacula (Holloway, 1989)
- Callopistria gilvithorax (Prout, 1928)
- Callopistria granitosa (Guenée, 1852)
- Callopistria guttulalis Hampson, 1896
- Callopistria indica (Butler, 1891)
- Callopistria jamaicensis (Möschler, 1886)
- Callopistria japonibia Inoue & Sugi, 1958
- Callopistria javentina (Stoll, 1782)
- Callopistria juventina – The Latin (Stoll, [1782])
- Callopistria latreillei (Duponchel, 1827)
- Callopistria leucobasis (Hampson, 1908)
- Callopistria ludovici (Prout, 1922)
- Callopistria maillardi (Guenée, 1862)
- Callopistria microptera (Hampson, 1908)
- Callopistria minuata Butler, 1889
- Callopistria mollissima (Guenée, 1852)
- Callopistria montana Holloway, 1976
- Callopistria nigrescens (Wileman, 1915)
- Callopistria niveigutta (Walker, [1863])
- Callopistria pauliani Berio, 1955
- Callopistria pheogona Hampson, 1908
- Callopistria placodoides (Guenée, 1852)
- Callopistria pulchrilinea (Walker, 1862)
- Callopistria quadralba (Draudt, 1950)
- Callopistria quadrinotata (Walker, [1863])
- Callopistria repleta Walker, [1858]
- Callopistria rivularis Walker, [1858]
- Callopistria scriptiplena (Walker, 1862)
- Callopistria trilineata (Walker, 1862)
- Callopistria venata Leech, 1900
- Callopistria ventralis Walker, [1863]
- Callopistria wallacei (Felder, 1874)
- Callopistria yerburii (Butler, 1884)

## Hình ảnh

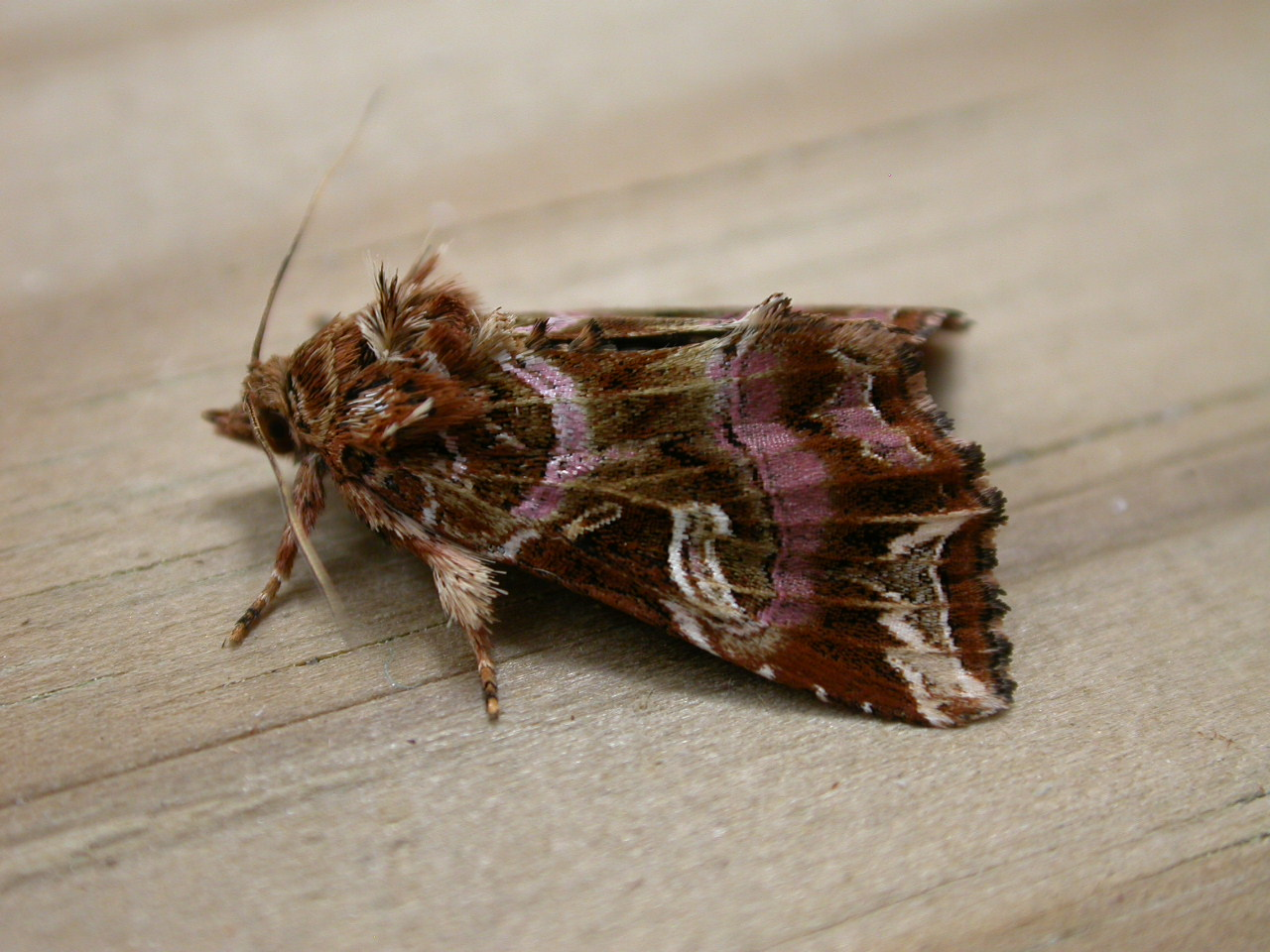